# Primm, Nevada
Primm, Nevada là một cộng đồng dân cư thuộc quận lỵ quận thuộc tiểu bang Nevada, Hoa Kỳ.
Cộng đồng này được đặt tên theo. Nó có diện tích là km² trong đó diện tích mặt nước là km². Theo điều tra dân số của Cục điều tra dân số Hoa Kỳ năm 2000, cộng đồng có dân số người.